# Karl Kippenberger
Karl Brenton Jamie Kippenberger, (né à Wellington en Nouvelle-Zélande le 26 août, 1973), est un membre du groupe rock néo-zélandais Shihad. Il en est le guitariste, bassiste et vocaliste.
Karl est le petit-fils du Capitaine E.T Kippenberger, et le beau neveu du Major-Général  Sir Howard Kippenberger (en).